# Tobias Hertfelder

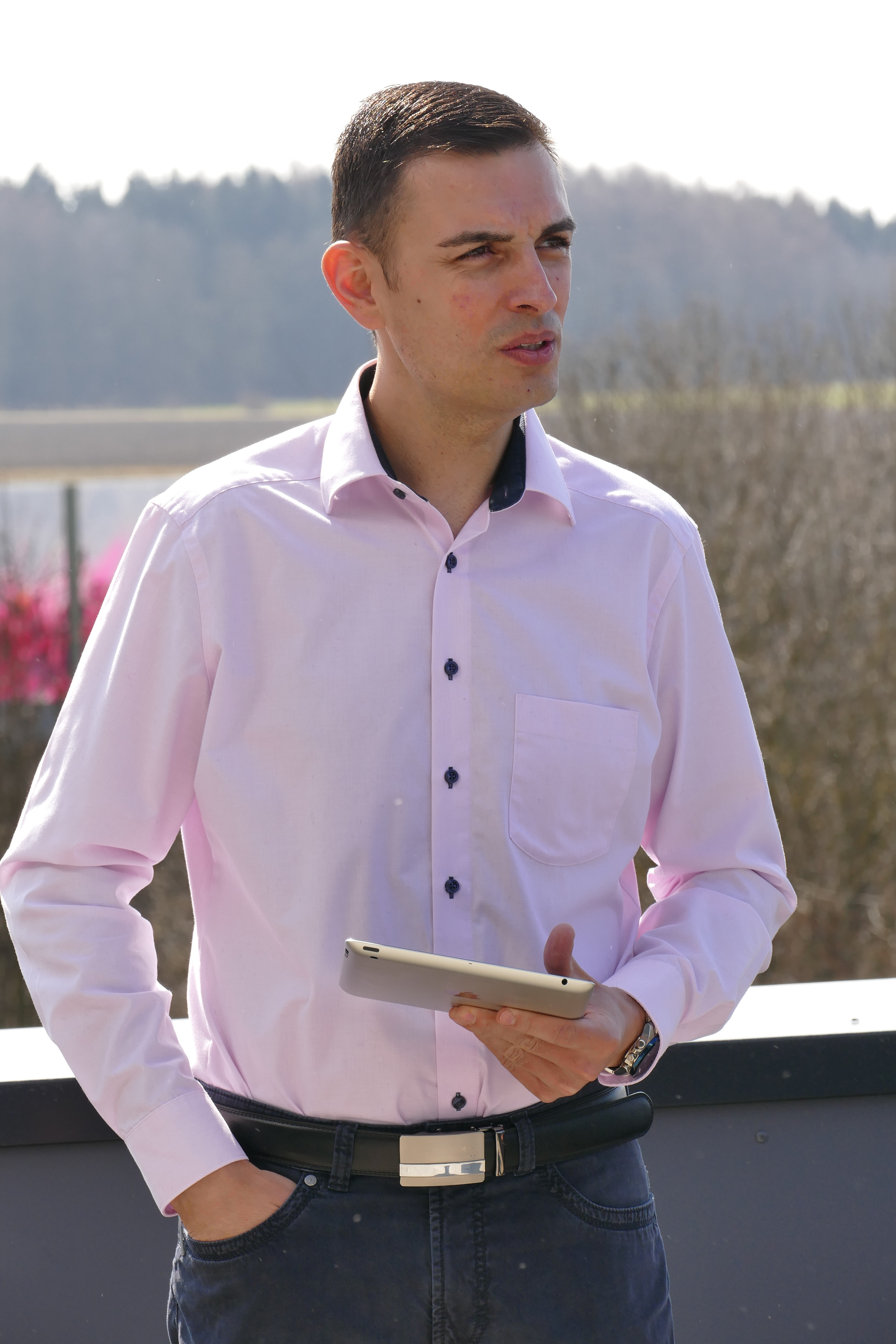
Tobias Hertfelder 2019

Tobias Hertfelder (* 19. Februar 1982 in Crailsheim) ist ein ehemaliger deutscher Motocrossfahrer, heutiger Sachbuchautor und Unternehmer. Er gewann 2005 den deutschen Motocross-Pokal sowie die deutsche Motocross Amateurmeisterschaft in der Klasse Seitenwagen mit seinem Bruder Fabian. Im Jahr 2005 gewann er 9 von 10 Wertungsläufen.

## Leben
Tobias Hertfelder wurde in Crailsheim geboren und verbrachte seine Kindheit auf dem elterlichen Bauernhof in Kreßberg-Schönbronn. Im Alter von fünfzehn Jahren begann er eine Lehre als Metzger, die er erfolgreich beendete. Mit 21 Jahren wechselte er als Sportstudent zu Mercedes-Benz nach Stuttgart und begann ein Studium der Betriebswirtschaftslehre. In den Endzügen seines Studiums beendete er seine sportliche Karriere, um sich auf seine berufliche Laufbahn konzentrieren zu können. In dieser Zeit verließ er Stuttgart und kehrte in seine Heimat zurück. Nach dem Abschluss seines Studiums wandte er sich der Unternehmensberatung mit Schwerpunkt ERP zu. Seit 2016 ist Hertfelder Unternehmer und Gründer eines IT-Startups, das sich mit der Geschäftsprozessautomatisierung mit Hilfe von Machine Learning und Künstlicher Intelligenz beschäftigt.
Hertfelder wohnt in Satteldorf und ist Vater von zwei Kindern.

## Sportlicher Werdegang
Hertfelder begann mit acht Jahren seine Motocrosskarriere im nationalen Jugendbereich. 2001 wechselte er in die Seitenwagenklasse. In dieser Klasse feierte er seine größten Erfolge. In den Jahren 2001 und 2002 bestritt er mit 6 verschiedenen Beifahrern die nationale Meisterschaft, bevor 2003 mit seinem Bruder Fabian auch sein Stammbeifahrer einstieg. 2003 wurde bewusst als Einstiegsjahr genutzt um ab 2004 den nationalen Titel anzugreifen. 2004 verpasste Hertfelder den Titel und beendete die Saison als Vizemeister. 2005 erfolgte dann das Jahr des Aufstiegs in die internationale Klasse die mit 2 Titeln gekrönt werden konnte. Ab 2006 konzentriere er sich voll und ganz sowohl auf die Deutsche- als auch auf die Weltmeisterschaft. Eine Verletzung beendete diese Saison jedoch vorzeitig. 2007 erfolgte dann die erste Qualifikation für die Weltmeisterschaft und die ersten Top-Platzierungen in der deutschen Meisterschaft. 2007 beendete Hertfelder seine sportliche Karriere als Teilnehmer der Seitenwagen Weltmeisterschaft. Hertfelder konnte in seiner Karriere insgesamt 136 Podestplätze erringen.

## Sportliche Erfolge

### Saison 2004
- Vizemeister Deutscher Motocross-Pokalsieger Seitenwagen

### Saison 2005
- Deutscher Motocross-Pokalsieger Seitenwagen
- Deutscher Amateur Meister Seitenwagen